# Liste der finnischen Botschafter in Irland
Vom 2. November 1961 bis 1964 war der finnische Botschafter in Brüssel regelmäßig auch in Dublin akkreditiert. Von 1964 bis 1989 war der finnische Botschafter in Den Haag regelmäßig auch beim Präsidenten von Irland akkreditiert.
| Ernennung Akkreditierung | Name            | Bemerkungen | ernannt von      | akkreditiert während der Regierung von | Posten verlassen |
| ------------------------ | --------------- | ----------- | ---------------- | -------------------------------------- | ---------------- |
| 1989                     | Osmo Lares      |             | Mauno Koivisto   | Charles J. Haughey                     | 1991             |
| 1991                     | Ulf Erik Slotte |             | Mauno Koivisto   | Charles J. Haughey                     | 1996             |
| 1996                     | Timo Jalkanen   |             | Martti Ahtisaari | John Bruton                            | 2001             |
| 2001                     | Pekka Oinonen   |             | Tarja Halonen    | Bertie Ahern                           | 2005             |
| 2005                     | Seppo Kauppila  |             | Tarja Halonen    | Bertie Ahern                           | 2009             |
| 2010                     | Pertti Majanen  |             | Tarja Halonen    | Brian Cowen                            |                  |